# John W. Kronik
John W. Kronik (* 18. Mai 1931 in Wien; † 22. Januar 2006 in Los Angeles) war ein österreichisch-amerikanischer Hispanist und Literaturwissenschaftler.

## Leben
John William Kronik wuchs als Kind jüdischer Eltern in Wien auf. Nach dem Anschluss Österreichs emigrierte die Familie 1939 aus dem NS-Staat in die Vereinigten Staaten. Kronik studierte Spanisch am Queens College, City University of New York und an der University of Wisconsin–Madison und schloss (nach Kriegsdienst in Korea) 1960 mit der Promotion (PhD) ab. Seine Hochschullehrerlaufbahn führte ihn über das Hamilton College (1958–1963) und die University of Illinois in Urbana (1963–1966) an die Cornell University, wo er von 1971 bis zu seiner Emeritierung 2001 Full Professor war. Von 1986 bis 1992 gab er die einflussreiche Zeitschrift Publications of the Modern Language Association of America (PMLA) heraus. Seine Forschung konzentrierte sich auf die spanische Literatur des 19. und 20. Jahrhunderts, insbesondere auf Benito Pérez Galdós.

## Werke (Auswahl)
- The short stories of Leopoldo Alas (Clarín). An analysis and census of the characters. PhD Dissertation Madison 1960.
- (Hrsg. mit Harold L. Boudreau) Camilo José Cela: La familia de Pascual Duarte. Appleton-Century-Crofts Meredith, New York 1961.
- La farsa (1927–1936) y el teatro español de preguerra. Castilia, Madrid 1971.
- (Hrsg. mit Harriet S. Turner) Textos y contextos de Galdós. Actas del simposio centenario de "Fortunata y Jacinta". Castilia, Madrid 1994.
- (Hrsg. mit Jeanne P. Brownlow) Intertextual pursuits. Literary mediations in Modern Spanish narrative. Associated university presses, London 1998.